# Hidroelektrana Peruća
Hidroelektrana Peruća är ett vattenkraftverk i Kroatien.   Det ligger i länet Dalmatien, i den sydöstra delen av landet, 230 km söder om huvudstaden Zagreb. Hidroelektrana Peruća ligger 310 meter över havet. Det ligger vid sjön Perućko Jezero.
Terrängen runt Hidroelektrana Peruća är varierad. Hidroelektrana Peruća ligger nere i en dal. Runt Hidroelektrana Peruća är det mycket glesbefolkat, med 5 invånare per kvadratkilometer. Närmaste större samhälle är Sinj, 10,7 km söder om Hidroelektrana Peruća. Omgivningarna runt Hidroelektrana Peruća är en mosaik av jordbruksmark och naturlig växtlighet.